# Tymofij Chmelnyzkyj

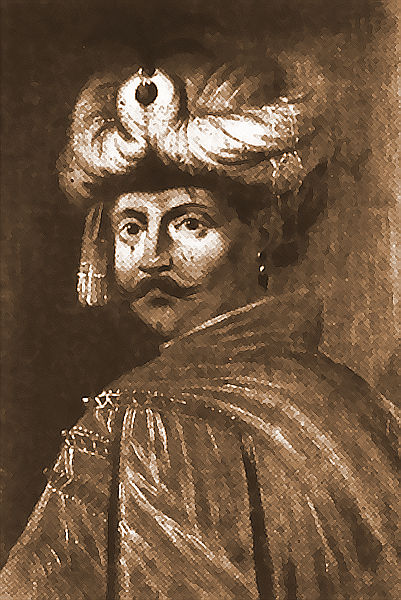
Tymofij Chmelnyzkyj

Tymofij Bohdanowytsch Chmelnyzkyj (ukrainisch Тимофі́й Богданович Хмельни́цький, auch Ти́міш Tymisch; * 6. Septemberjul. / 16. September 1632greg. in Subotiw, Polen-Litauen; † 5. Septemberjul. / 15. September 1653greg. in Suceava, Fürstentum Moldau) war ein Heerführer der Saporoger Kosaken während des Chmelnyzkyj-Aufstandes.
Tymofij Chmelnyzkyj kam 1632 als ältester Sohn von Bohdan Chmelnyzkyj und seine erste Frau Hanna Somkiwna in Subotiw zur Welt. Im Februar und März des Jahres 1648 blieb er, als Ergebnis der Verhandlungen zwischen Bohdan Khmelnytsky mit dem Khan der Krim İslâm III. Giray über eine Vereinbarung zum gemeinsamen Kampf gegen Polen, als Geisel in Bachtschyssaraj.
1648 wurde Tymofij, der ältere Bruder von Jurij Chmelnyzkyj, Hauptmann des Tschigirin-Regimentes und nahm gemeinsam mit seinem Vater am Feldzug in Galizien teil. So kämpfte er 1649 in der Schlacht bei Sboriw, 1651 in der Schlacht bei Berestetschko und 1652 in der Schlacht bei Batoh. Im Anschluss zog er ins Fürstentum Moldau und heiratete dort, um ein gegen Polen gerichtetes Bündnis mit dem Fürsten Vasile Lupu zu festigen, am 31. August 1652 dessen Tochter Ruxandra. Er starb im September 1653 bei der Belagerung von Suceava (Облога Сучави). Im Oktober 1653 wurde er in Tschyhyryn bestattet.
Sein Tod beendete den diplomatischen Ansatz von Bohdan Chmelnyzkyj zu einer Allianz zwischen den Kosaken und dem Fürstentum Moldawien als Grundlage seiner Außenpolitik.